# Distribuție Linux
O distribuție GNU/Linux (engl. "GNU/Linux distribution"; frecvent, termenul este menționat, în limbaj colocvial, ca "distro") este un sistem de operare construit din nucleul Linux și o serie de pachete asortate, precum Sistemul de Ferestre X și software din proiectul GNU.
Nucleul Linux și programele libere disponibile pentru sistemul de operare sunt distribuite sub formă de arhivă comprimată care conține codul sursă împreună cu instrucțiunile de compilare. Astfel se poate asambla întreg sistemul de operare. Această operațiune este însă foarte dificilă, complicată și consumatoare de timp. 
Această abordare este specifică distribuției Linux From Scratch. 
Pentru că nucleul și pachetele software sunt în mare parte (dacă nu în întregime) software liber, distribuțiile Linux există într-o mare varietate de forme, de la distribuțiile pentru desktopuri complete și servere, și până la sistemele de operare minimale ce rulează pe dispozitive embedded (inglobate). Unele distribuții sunt capabile să pornească chiar și de pe o dischetă.
În prezent (2007) există peste 300 de distribuții Linux care sunt dezvoltate activ. Distribuțiile pot intra în două categorii: cele susținute de firme, de exemplu Fedora (Red Hat), SUSE Linux (Novell), Ubuntu (Canonical Ltd.) și Mandriva Linux, precum și distribuțiile dezvoltate de comunități, precum Debian și Gentoo.

## Distribuirea
Majoritatea utilizatorilor preferă să instaleze programele gata împachetate de către un distribuitor. Distribuitorii pot fi firme, cum ar fi Red Hat, Suse, Mandriva sau grupuri de utilizatori/dezvoltatori cum este cazul Debian. Firmele oferă în general versiunile complicate contra cost, inclusiv suport și alte servicii tipice iar versiunile mai simple sunt oferite gratuit, fără suport direct. Distribuțiile gratuite oferă suport prin intermediul comunității de utilizatori și dezvoltatori, dar există și firme specializate care oferă suport contra cost pentru aceste distribuții. 
Distributiile se diferențiază în general prin modul de împachetare folosit, politica de selecție a pachetelor incluse, orientarea către o anumită categorie de utilizatori, utilizări specifice. Anumite distribuții sunt concepute să ruleze direct de pe CD/DVD sau chiar o discheta de 1,44 MB.